# Cinep/PPP
La Fundación Centro de Investigación y Educación Popular / Programa por la Paz (Cinep/PPP) es una organización colombiana dedicada a investigar y acompañar organizaciones sociales y comunidades en la búsqueda de la reivindicación de sus derechos. 
Es una escuela de investigación referente de las ciencias sociales y humanas de Colombia y del continente que ha promovido la formación de jóvenes científicas/os sociales en la práctica de investigar con, por y para las personas.  Así, reúne diversas apuestas paradigmáticas y metódicas de las ciencias sociales y humanas (investigación política, estructural, histórica, socioeconómica, de acción participativa; de intervención educativa y social) junto a la documentación y divulgación continua sobre violación de Derechos Humanos.

## Historia
- En 1944 se organizó la Coordinación Nacional de Acción Social de la Compañía de Jesús en Colombia, centrada en la formación de dirigentes y asesoría a organizaciones populares.[3]

- En 1966 se fue consolidando el CIAS-CINEP como un grupo de jesuitas y laicos que buscaron complementar las labores de la Coordinación Nacional de Acción Social con la investigación y la docencia,[1] posicionándose como un centro de investigación y acción social.

- En 1972 se reconoció la personería jurídica del CIAS-CINEP (Ministerios de justicia, resolución N.º 1960 de 1972).

- El 8 de octubre de 1976 se acepta la enmienda para cambiar el nombre de CIAS por CINEP.[3]

- En el 2000, el Programa por la Paz de la Compañía de Jesús, creado en 1987,[4] se integró al CINEP transformándolo en el Centro de investigación y educación popular/Programa por la paz: Cinep/PPP.

### Dirección
| Año        | Dirección                   | Orden             | Nombre                                |
| 1972-1974  | Alejandro Angulo Novoa (SJ) | Compañía de Jesús | CIAS-CINEP                            |
| 1975 -1976 | Ernesto Parra Escobar (SJ)  | Compañía de Jesús | 1975-1976: CIAS-CINEP 1976: CINEP     |
| 1977-1982  | Alejandro Angulo Novoa (SJ) | Compañía de Jesús | CINEP                                 |
| 1987 -1993 | Francisco de Roux (SJ)      | Compañía de Jesús | CINEP                                 |
| 1994-1998  | Gabriel Izquierdo           | Compañía de Jesús | CINEP                                 |
| 1998-2003  | Fernán E. González (SJ)     | Compañía de Jesús | 1998-2000: CINEP 2000-2003: CINEP/PPP |
| 2004- 2011 | Alejandro Angulo Novoa (SJ) | Compañía de Jesús | CINEP/PPP                             |
| 2012-2021  | Luis Guilllermo Guerrero    | N/A               | CINEP/PPP                             |
| 2021       | Martha Lucía Márquez        | N/A               | CINEP/PPP                             |

### Logos

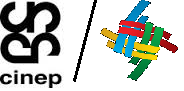
2000
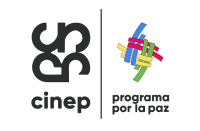
2024

### Publicaciones conmemorativas
- Una opción y muchas búsquedas: Cinep 25 años[3]
- 25 años de luchas sociales en Colombia, 1975-2000[5]
- Cinep 40 años. Una apuesta por lo imposible[1]

## Áreas de trabajo
Se dividen en dos programas y cada uno cuenta con cuatro líneas de trabajo. El primero es el Programa Conflicto, Estado y Paz que comprende las líneas de Construcción de Estado y Paz en Regiones Conflictivas, Justicia Transicional Étnica (antes de 2024 conocido como Gestión del territorio) y Educación para la Ciudadanía y la Paz. El segundo es el Programa Movilización, Derechos Humanos e Interculturalidad que articula las líneas de Movimientos Sociales, Tierra y Territorio, Interculturalidad y Derechos Humanos.  
| Programa Conflicto, Estado y Paz                                                  | Programa Movilización, Derechos Humanos e Interculturalidad |
| --------------------------------------------------------------------------------- | ----------------------------------------------------------- |
| Construcción de Estado y Paz en Regiones Conflictivas                             | Movimientos Sociales, Tierra y Territorio                   |
| Justicia Transicional Étnica (antes de 2024 conocido como Gestión del territorio) | Interculturalidad                                           |
| Educación para la Ciudadanía y la Paz                                             | Derechos Humanos                                            |

Además, ha realizado participado de procesos colectivos como el Observatorio Colombiano para el Desarrollo Integral, la Convivencia Ciudadana y el Fortalecimiento Institucional (Odecofi), el Programa por la Paz de la Compañía de Jesús[4], Programa de Desarrollo y Paz del Magdalena Medio, entre otros.  

### Sistema de información general (SIG)
Durante su trayectoria, el Cinep/PPP ha documentado eventos y sucesos a través del Sistema de Monitoreo de Espacios de Diálogo y Negociación - SINEDI, la Base de Datos de Luchas Sociales en Colombia; el Banco de Datos de Derechos Humanos y Violencia Política; y la Base de Datos Datapaz. Esta documentación se ha convertido en el Sistema de información general (SIG). 

## Biblioteca Especializada en Ciencias Sociales
La Biblioteca Especializada en Ciencias Sociales del Cinep/PPP cuenta con un acervo bibliográfico y audiovisual de 39.784 volúmenes, entre los cuales se cuentan: libros, documentos, revistas y videos.
Se divide en ocho grupos temáticos:  
- Libros Cinep/PPP
- Documentos Cinep/PPP
- Colección general
- Documentos generales
- Colección Servicio Jesuita a Refugiados Latinoamérica y el Caribe
- Referencia
- Hemeroteca
- Videoteca

De los grupos mencionados, tres forman la colección patrimonial de la Fundación, estos son: libros Cinep/PPP, documentos Cinep/PPP y videoteca.

### Historia Biblioteca[8]
La biblioteca del Cinep/PPP inició en 1962 en el CIAS, cuando el equipo de jesuitas del centro trasladaron sus colecciones personales a sus oficinas para que estos materiales sirvieran de apoyo bibliográfico a sus investigaciones. Estas colecciones incluían títulos de religión, sociología religiosa, doctrina social de la iglesia y economía. Con la ampliación de las actividades investigativas del CIAS, la colección se fue ampliando a temas como política e historia, al mismo tiempo que se asignó un espacio físico para centralizar la unidad de información. En ese entonces se tenía una sala de lectura y se ofrecían los servicios de consulta externa y de préstamo a domicilio a las personas que trabajaban en el centro y por intermedio de ellas a estudiantes universitarios y personas interesadas en programas de desarrollo social de país. 
En 1976, año en el cual se cambió la razón social de CIAS-CINEP por CINEP y se trasladó a la sede de la 33 con 5, la biblioteca ya prestaba un servicio más formal al usuario externo. En la medida en que se fueron ampliando los frentes de trabajo del centro crecieron las necesidades de información de los usuarios y, por consiguiente, la especialización de las colecciones. En la década de1980, el volumen de información, la especificidad de los temas, la especialización permanente de las colecciones y la demanda de información tanto interna como externa, crearon la necesidad de contratar personal especializado en las técnicas universales de adquisiciones, tratamiento, organización y difusión de la información. 
El proceso de conformación actual de las colecciones y los servicios ofrecidos se orientó hacia las actividades e investigaciones de la institución, hasta posesionar a la biblioteca del Cinep/PPP como una de las mejores bibliotecas especializada en el área de las ciencias sociales. 

## Editorial Cinep/PPP
Desde su consolidación como CIAS, el centro ha participado en la publicación de diferentes documentos que le han permitido emprender como proyecto editorial desde la Oficina de Publicaciones. Las primeras investigaciones publicadas permitieron consolidar temas y problemáticas que terminaron por convertirse en las líneas de trabajo del Cinep/PPP. El catálogo del Cinep/PPP comprende: 
| Tipo de publicación    | Publicaciones destacadas |
| Libros                 | Poder y violencia en Colombia de Fernán González (2014) |
| Libros                 | Una historia inconclusa: izquierdas políticas y sociales en Colombia de Álvaro Delgado, Jorge Alberto Cote, Martha Cecilia García Velandia, Mauricio Archila Neira, Patricia Madariaga                                                                     |
| Libros                 | ¿Cuál Estado para cuál ciudadanía? Paradojas y disyunciones de la modernización del Estado en Colombia de Gloria Isabel Ocampo |
| Revistas               | Cien Días vistos por Cinep (1988) |
| Revistas               | Controversia (1975) |
| Revistas               | Noche y niebla (1996) |
| Documentos/Informes    | Talando la selva y contaminando las aguas de Juan Pablo Guerrero Home, Laura Catalina Tovar Bohórquez, Sonia Cristina Vargas Perdomo |
| Documentos/Informes    | Tejidos. Mujeres wiwas, territorio y economía propia de Círculo de la Palabra de las Mujeres |
| Documentos/Informes    | ReconoSiendo. Estrategia pedagógica para la lectura crítica del pasado reciente de Alejandro Arteaga, Ángela Jaramillo, Fernán E. González G., Jefferson Gallego, Jorge Enrique Castro, José Darío Rodríguez Cuadros, S.J., Laura Perdigón, Valeria Zapata |
| Cartillas              | Ajá ¿y por qué no? Hombres comprometidos con la equidad de género de Coalición de Mujeres del Caribe por la Tierra y el Territorio, María Camila Barrera Gutiérrez, Nyria Ramírez Ortega                                                                   |
| Cartillas              | Transformación noviolenta de conflictos sociales en Colombia. Claves de lectura, paradigma de acción y retos estratégicos del Cinep/PPP de Diego Bulla, Juan Carlos Merchán, Laura Constanza Henao                                                         |
| Cartillas              | ¿Cerrejón siempre gana? Entre la impunidad corporativa por la violación de derechos humanos y la búsqueda de reparación integral en tiempos de transición                                                                                                  |
| Documentos ocasionales | Núm. 87. Herramientas pedagógicas significativas para el cambio social de Carlos Krisch, Ivonne Guzmán, Martha Lucía Márquez, Stephany Escobar |
| Documentos ocasionales | Núm. 86. ¿Reformar la reforma? Aportes para una política de tierras en el siglo XXI de Francisco Gutiérrez-Sanín, Itayosara Rojas Herrera, Martha Carvajalino, Saturnino M. Borras Jr., Sergio Coronado                                                    |
| Documentos ocasionales | Núm. 84. ¿Por qué es tan difícil negociar con el ELN? Una mirada regionalmente diferenciada de Andrés Felipe Aponte G., Charles Larratt Smith, Daniel Ricardo Amaya Alba, Fernán E. González G., Henry Ortega Palacio                                      |

## Red de cooperantes y organizaciones
A lo largo de su trayectoria, el Cinep/PP ha colaborado con diversas organizaciones, grupos, colectivos, cooperativas y socios como: 
|                                | Organismo/Institución/Organizaciones                                                                                    |
| Financiadores                  | Brot für die Welt, CAFOD, Oxfam, Adveniat, International Land Coalition, Ministerio de Ciencia, Tecnología e Innovación |
| Organizaciones gubernamentales | Centro Nacional de Memoria Histórica                                                                                    |
| Organizaciones sociales        | ANUC, Instituto de Doctrina y Estudios Sociales                                                                         |